# اليمن في الألعاب الأولمبية الصيفية للشباب 2018
شارك اليمن في دورة الألعاب الأولمبية الصيفية للشباب 2018 في بوينس آيرس بالأرجنتين في الفترة من 6 إلى 18 أكتوبر 2018. 

## الجودو
فردي
| الرياضي    | الحدث       | دور الـ 16                        | ربع النهائي   | نصف النهائي   | الملحق 1                         | الملحق 2      | الملحق 3      | النهائي       | الترتيب  |
| الرياضي    | الحدث       | الخصم النتيجة                     | الخصم النتيجة | الخصم النتيجة | الخصم النتيجة                    | الخصم النتيجة | الخصم النتيجة | الخصم النتيجة | الترتيب  |
| ---------- | ----------- | --------------------------------- | ------------- | ------------- | -------------------------------- | ------------- | ------------- | ------------- | -------- |
| أحد الصغير | 66 كجم شباب | فوغار طالبوف (أذربيجان) خسر 00-10 | لم يتقدم      | لم يتقدم      | جواو سانتوس (البرازيل) خسر 00-10 | لم يتقدم      | لم يتقدم      | لم يتقدم      | لم يتقدم |

فرق
| الرياضي | الحدث      | دور الـ 16                     | ربع النهائي   | نصف النهائي   | النهائي       | الترتيب  |
| الرياضي | الحدث      | الخصم النتيجة                  | الخصم النتيجة | الخصم النتيجة | الخصم النتيجة | الترتيب  |
| --- | ---------- | ------------------------------ | ------------- | ------------- | ------------- | -------- |
| فريق سنغافورة أحد الصغير (اليمن) أناستاسيا بالابان (أوكرانيا) بريان غاربوا (الإكوادور) سارا كافوفولا (جمهورية الكونغو الديمقراطية) مريم خليفي (تونس) أحمد محمد فهمي (مصر) إدواردا روزا (البرازيل) إيليا سليمانيدزي (جورجيا) | فريق مختلط | فريق موسكو (Mixed-NOCs)خسر 3–4 | لم يتقدم      | لم يتقدم      | لم يتقدم      | لم يتقدم |